# Municipio di Rivière-du-Loup
Il Municipio di Rivière-du-Loup è la sede del comune della città di Rivière-du-Loup nel Québec in Canada. Costruito nel 1916, è stato designato luogo storico nazionale il 23 novembre 1984.

## Storia
Il municipio venne realizzato nel 1916 in stile eclettico secondo i progetti dell'architetto Georges Ouimet. L'edificio è stato successivamente ampliato tra il 1972 e il 1973.